# 普魯士立陶宛人
普鲁士立陶宛人（立陶宛語：Lietuvininkai（单数：Lietuvininkas，复数：Lietuvininkai），直译：小立陶宛人），是立陶宛人的一個分支。他們最初说立陶宛语，居住在东普鲁士东北部的一块领土上。此地被称为普鲁士立陶宛（立陶宛语：Prūsų Lietuva；德语：Preußisch-Litauen）或小立陶宛（立陶宛語：Mažoji Lietuva；德語：Kleinlitauen），而不是立陶宛大公国和后来的立陶宛共和国。普鲁士立陶宛人对书面立陶宛语的发展作出了巨大贡献，在很长一段时间内，立陶宛语在小立陶宛比在立陶宛本土更为广泛，在文学上的使用也更为广泛。与大多数立陶宛人在新教改革后仍然是罗马天主教徒不同，大多数普魯士立陶宛人成为了路德教徒。
在1890年的普鲁士人口普查中，有121,345人说立陶宛语。几乎所有的普鲁士立陶宛人都在第二次世界大战后被处决或驱逐。隨後东普鲁士被波兰和苏联瓜分。北部成为了俄羅斯蘇維埃聯邦社會主義共和國的加里宁格勒州，而南部则劃歸波兰。立陶宛只獲得了較小的克莱佩达地区，普魯士立陶宛人则因為不被劃歸于立陶宛人而被全部驅逐出境。